# Hexapopha osa
Espèce
Hexapopha osa est une espèce d'araignées aranéomorphes de la famille des Oonopidae.

## Distribution
Cette espèce est endémique du Costa Rica. Elle se rencontre dans les provinces de Puntarenas et de Cartago.

## Description
Le mâle holotype mesure 1,69 mm et la femelle paratype 1,87 mm.

## Systématique et taxinomie
Cette espèce a été décrite par Platnick, Berniker et Víquez en 2014.

## Étymologie
Son nom d'espèce lui a été donné en référence au lieu de sa découverte, la péninsule d'Osa.

## Publication originale
- Feitosa, Ott & Bonaldo, 2023 : « Meeting the southern brothers: a revision of the Neotropical spider genus Hexapopha Platnick, Berniker & Víquez, 2014 (Araneae, Oonopidae). » Zootaxa, no 5329(1), p. 1-150.